# برونلو اسپینلی
برونلو اسپینلی (انگلیسی: Brunello Spinelli; ۲۶ مهٔ ۱۹۳۹ – ۶ فوریهٔ ۲۰۱۸) بازیکن واترپلو اهل ایتالیا بود.